# Julia Evelina Smith
Julia Evelina Smith   (27 de maig de 1792 - 6 de març de 1886) fou una filòloga d'anglès, escriptora, feminista i activista sufragista estatunidenca; fou la primera dona a traduir la Bíblia dels seus idiomes originals a l'anglès. També publicà Abby Smith and Her Cows (Abby Smith i les seues vaques), que narrava la lluita de resistència als impostos d'ella i la seua germana Abby Hadassah Smith, i sobre el sufragi, mentre vivien a la mansió Kimberly, a Connecticut.

## Biografia
Smith nasqué en una gran família de dones, les Smith de Glastonbury, que participaren en la defensa de l'educació de les dones, l'abolició esclavista i el sufragi femení. El 1994, la família fou incorporada al Saló de la Fama de les dones de Connecticut. Ella era la quarta de cinc filles de Hannah Hadassah Hickok (1767–1850) i de Zephaniah Smith, un pròsper clergue inconformista convertit a llaurador, de Glastonbury (Connecticut). Estudià en el Seminari Femení de Troy.
Smith, a vuitanta-set anys, es va casar amb Amos Parker, de Nou Hampshire.

## Obra
algunes publicacions

#### Traducció de la Bíblia
Tenia un coneixement teoricopràctic del llatí, grec i hebreu. Després de llegir la Bíblia en els idiomes originals, va decidir traduir-la. Després de vuit anys de treball, l'acabà el 1855, però no es va imprimir durant altres dues dècades. El seu llibre The Holy Bible: Containing the Old and New Testaments; Translated Literally from the Original Tongues (La Santa Bíblia: contenint l'Antic i el Nou Testament; traduït literalment de les llengües originàries) finalment es publicà el 1876. Malgrat que la traducció molt literal de Smith feia la lectura entretallada, fou l'única traducció contemporània a l'anglès dels idiomes originals, fins a la publicació de la versió revisada britànica, del 1881. Va ser la primera traducció completa de la Bíblia, feta per una dona.

### Abby Smith and Her Cows (Abby Smith i les seues vaques)
El 1872, Glastonbury intentà augmentar els impostos de les dues germanes supervivents Smith, Julia i Abby, així com d'altres dues vídues de la ciutat. Les germanes es negaren a pagar-los al·legant que no tenien dret a votar en les reunions de la ciutat, argumentant que la recaptació d'impostos representava el mateix tipus d'impostos sense representació, injustos, que havien provocat la revolució de les Tretze Colònies. Encapçalada per la germana més jove, Abby, la revolta de les germanes va ser recollida primer pel diari de Massachusetts The Republiquen, i aviat pels de tot l'estat. El cas es complicà per la corrupció del recaptador d'impostos de la ciutat, que no sols va prendre il·legalment les terres de les germanes, sinó que també pactà un acord secret per a vendre algunes de les millors hectàrees a un veí cobejós. Les germanes van portar la ciutat als tribunals i guanyaren el cas. Posteriorment, Julia Smith narrà tota la disputa el 1877 en Abby Smith i les seues vaques, que incloïa retalls de molts diaris que van cobrir la història.